# Killer Show
『killer show』（キラーショー）は、日本のヴィジュアル系バンド、ナイトメアの5枚目のオリジナルアルバムである。

## 概要
前作『the WORLD Ruler』から約1年3か月ぶりのアルバムリリースである。シングル11枚目「レゾンデートル」、12枚目「このは」、13枚目「DIRTY」と、「このは」のカップリング「cloudy dayz」、「DIRTY」のカップリング「メビウスの憂鬱」、そして配信限定曲として公開されていた「White Room」の6曲の即発曲が収録されている（「レゾンデートル」のカップリング「叙情的に過ぎた時間と不確定な未来へのレクイエム」は本作には収録されていない）。

## 解説
- 本作アルバムでは、他の曲を引き立てるための曲は一切なしで、すべてがシングルにできる曲ということを目標に制作がされた[1]。
- また、この年はライブが多かったこと、それと関連してタイトルが「killer show」となったこと、そして本作もライブ活動と並行しながらのレコーディングだったことなどから[1]ライブを意識したアルバムであることがうかがえる。
- ヴォーカルの音声処理に関してはほとんどリバーブをかけておらず、「くっついているようなヴォーカルにした」とのこと[2]。RUKA曰くその極みが「TrickSTAR」であり、さらに曲中で2種類のマイクを用いたために声が違って聞こえるそうだ[2]。
- 【CDのみ】のジャケットに写っている、王冠をかぶったトラは本物を使う予定だったらしいが、結局許可されなかったとのこと[2]。トラを使うという経緯に至ったのはRUKAの思いつきで、RUKAが飼い犬のとらを(虎王)を見てトラがいいと思ったからである。王冠をかぶっているのも「トラに王冠でとらを（虎王）」という意味である。ジャケットに写っているトラはナイトメア自身を示している。
- 音楽情報サイトのBARKSでは、本作のインタビューと共に、収録されている13曲それぞれの歌詞の一部を抜粋し、それについて一問一答をする「歌詞抜粋Q&A」が掲載されている。

### 初回特典
- 【DVD+CD】「THE LAST SHOW」PV収録。CDのレーベル面にYOMIを印刷、DVDには咲人を印刷。
- 【写真集+DVD+CD】「White Room」PV収録。CDのレーベル面に柩を印刷、DVDにはRUKAを印刷。
- 【CD】(初回生産分のみ)6種類あるうちのトレーディングカードをランダムで1枚封入。CDのレーベル面にNi〜yaを印刷。

また、全3タイプ全てに(【CDのみ】は初回生産分に限り)アルバム購入者限定イベント『ナイトメア Five F.O.N.T.S. Mareland 2008 -killer×××show-』の応募券を封入。

## 収録曲
1. パンドラ
(作詞・作曲：咲人)
タイトルのパンドラとは、ギリシア神話に登場する女性の名前である。歌詞の内容からすると、パンドラの神話をモチーフに制作されたものと思われる(パンドラおよびパンドラの神話についてはパンドーラーの項を参照)。
2. DIRTY
(作詞・作曲：RUKA)
13thシングル。表記はされていないがアルバム・バージョンとなっており、シングル・バージョンには存在したイントロ部分が削除され、ローが足されている。
アレンジ、プログラミングはShinobu (Creature Creature、The LEGENDARY SIX NINE)。
3. the LAST SHOW
(作詞・作曲：RUKA)
PVは、深夜のイクスピアリにて撮影が行われた。
アレンジはShinobu。
4. TrickSTAR
(作詞・作曲：RUKA)
RUKAはこの曲の「「幸せ」って言葉に虫酸が走った」という歌詞について、自分で作詞をしながらも「いい言葉だ」と思ったそうだ[2]。タイトルになっている「TrickSTAR」という言葉は過去に「アルミナ」の歌詞でも使用されている（その際は全て小文字で「tirckstar」と記されていた）。
5. メビウスの憂鬱
(作詞・作曲：咲人)
13枚目のシングル「DIRTY」のカップリング。6枚目のシングル「時分ノ花」のカップリングである「惰性ブギー」のアンサーソング的な楽曲であり、アウトロが「惰性ブギー」のイントロに繋がるようになっている。
6. このは
(作詞・作曲：RUKA)
12枚目のシングル。
7. レゾンデートル
(作詞・作曲：咲人)
11枚目のシングル。
8. WORST
(作詞・作曲：RUKA)
「クズ」という言葉が登場するが、これはRUKAが普段使っている言葉と作詞する時の言葉が違ってしまい、作詞する時の言葉は「作っている」感じがあることに気付き、「作らず」に作詞した結果出てきた言葉である[2]。さらに英語詞の途中にHATEで歌われている「I can clash~」が歌われている。
9. ジャイアニズム罰
(作詞：YOMI 作曲：咲人)
10. ジェネラル
(作詞・作曲：咲人)
11. White Room
(作詞・作曲：咲人)
2008年3月8日から28日に行われていたライブツアー「2008 ZEPP TOUR six point killer show」の期間中のみ配信されていた楽曲。咲人曰く「組曲」。太田裕美の木綿のハンカチーフへのアンサーソングのような立位置で詞を書いたという。
12. cloudy dayz
(作詞・作曲：RUKA)
12枚目のシングル「このは」のカップリング。
13. 夜想曲
(作詞・作曲：咲人)

## 参加ミュージシャン
- TOHRU TOMIYASU - Drums Tuner
- TOORU YOSHIDA (LION HEADS) - Keyboards
- TOSHITAKA MIKUNI - Keyboards
- SHIRO SASAKI (BIG HORNS BEE) - Horn Arrangement, Trumpet (M3)
- KAZUKI KATSUTA - Tenor Sax (M3)
- WAKABA KAWAI - Trombone (M3)
- SHINOBU (Creature Creature、The LEGENDARY SIX NINE) - Manipulator
- TAKAYUKI KURIHARA - Manipulator

## 参考・出典
1. 1 2  “ナイトメア キラー・チューン満載のアルバム『killer show』INTERVIEW【後編】/BARKS特集”. 2008年6月1日閲覧。
2. 1 2 3 4 5  “ナイトメア キラー・チューン満載のアルバム『killer show』INTERVIEW【前編】/BARKS特集”. 2008年6月1日閲覧。